# Granada (Antioquia)
Granada est une municipalité située dans le département d'Antioquia, en Colombie.